# Al-Namrood
Gli Al-Namrood sono una folk black metal band dell'Arabia Saudita attiva dal 2008. Il nome della band deriva dal nome arabo del tirannico Imperatore Babilonese "Nimrod", ricordato nella Genesi come "il sovrano che dichiarò guerra a Dio stesso" ed il cui nome può esser tradotto come "Colui che si ribella".

## Storia degli Al-Namrood
Nati da un'idea di Mukadars che discutendo con Ostron decise di fondere al classico black metal suoni e strumenti della musica araba. Successivamente anche Mephisto entrerà a far parte della band, mentre il cofondatore farà spazio a Mudamer, attuale cantante del gruppo. I membri usano pseudonimi, perché per la legge islamica in vigore in Arabia Saudita rischiano la morte qualora vengano riconosciuti.

## Formazione
- Mephisto - chitarra, basso, percussioni
- Ostron - tastiera, percussioni
- Mudamer - voce

## Discografia

### Album in studio
- 2009 - Astfhl Al Tha’r
- 2010 - Estorat Taghoot
- 2012 - Kitab Al-Awthan
- 2013 - Jaish AlNamrood
- 2014 - Heen Yadhar Al Ghasq
- 2015 - Diaji Al Joor
- 2017 - Ankar
- 2020 - Wala'at
- 2024 - Al Aqrab

### Split
- 2008 - Narcotized
- 2016 - Akyr Zaman / Tajer Al Punqia (con i Darkestrah)

### EP
- 2008 - Atba’a Al-Namrood
- 2013 - Jaish AlNamrood

### Raccolte
- 2018 - Ten Years of Resistance